# Ksawery Mikucki
Ksawery Mikucki (ur. 31 maja 1868 w Krakowie, zm. 6 lipca 1926) – farmaceuta, działacz zawodowy i samorządowy, długoletni właściciel apteki „Pod Koroną” przy krakowskim Rynku Głównym.

## Życiorys
W latach 1889–1891 Ksawery Mikucki odbył studia farmaceutyczne na Uniwersytecie Jagiellońskim, ukończył je 21 lipca 1891, uzyskując tytuł magistra farmacji. Dwa lata później zakupił od Józefa Sasa-Bilińskiego aptekę w Dobczycach i był jej właścicielem i kierownikiem do 1896. Wtedy kupił (nieistniejącą już) aptekę „Pod Koroną” przy Rynku Głównym 22 w Krakowie, z którą pozostawał związany do swej śmierci.
W 1897 był gospodarzem sekcji farmaceutycznej IX Zjazdu Lekarzy i Przyrodników Polskich w Krakowie. W 1902, jako zastępca seniora Gremium Aptekarzy Galicji Zachodniej brał udział w rozmowach i zawarciu porozumienia ze strajkującymi pracownikami aptek. Podpisał dokumenty kończące strajk ze strony właścicieli aptek. W 1907 został mianowany rzeczywistym obywatelskim sędzią przemysłowym, z nadaniem tytułu radcy dworu cesarskiego. Od 1910 był członkiem Najwyższej Rady Zdrowia w Wiedniu. Uczestniczył w pracach komitetu organizacyjnego XI Zjazdu Lekarzy i Przyrodników Polskich w Krakowie w 1911, w tym samym roku był delegatem Gremium Aptekarzy Galicji Zachodniej na Walne Zgromadzenie Austriackiego Towarzystwa Farmaceutycznego.
W okresie międzywojennym pełnił funkcje prezesa krakowskiego Oddziału Polskiego Powszechnego Towarzystwa Farmaceutycznego oraz prezesa Gremium Aptekarzy Małopolski Zachodniej. Był członkiem Rady Nadzorczej Polskiej Spółki Akcyjnej Pharma, radnym Krakowa i sędzią handlowym przy Izbie Handlowej w Krakowie. Zmarł 6 lipca 1926. Został pochowany na cmentarzu Rakowickim w Krakowie.
Ksawery był żonaty z Julią z Komarnickich, z którą miał trzech synów:
- Włodzimierza (1893–1975), majora artylerii Wojska Polskiego, pioniera Gorzowa Wielkopolskiego, w latach 1945-1946 sekretarza Miejskiej Rady Narodowej,
- Stefana Antoniego Franciszka Ksawerego (ur. 1 lipca 1895 w Dobczycach), kapitana artylerii rezerwy Wojska Polskiego, inżyniera,
- Mieczysława (ur. 1 października 1897 w Krakowie), sierżanta Wojska Polskiego, 9 października 1933 odznaczonego Medalem Niepodległości[2][3].

W czasie I wojny światowej Mieczysław służył w 10. kompanii 6 Pułku Piechoty Legionów Polskich, natomiast starsi bracia walczyli w szeregach cesarskiej i królewskiej Armii. Obaj byli podporucznikami rezerwy Pułku Artylerii Polowej Nr 104 i obaj zostali odznaczeni Brązowym Medalem Zasługi Wojskowej z mieczami na wstążce Krzyża Zasługi Wojskowej oraz Krzyżem Wojskowym Karola (Stefan otrzymał ponadto Srebrny Medal Waleczności 2 klasy).